# Station Östertälje
Östertälje is een station van het stadsgewestelijk spoorwegnet van Stockholm in het zuidoosten van Södertälje op 34,3 kilometer ten zuiden van Stockholm C.. 

## Geschiedenis
De halte Igelsta werd geopend in 1879 en in 1921 vervangen door station Östertälje toen de spoorlijn werd verlegd. Nadat SL de beheerder van de voorstadsdiensten in de provincie Stockholm werd het huidige station gebouwd, een standaardmodel, dat in 1970 in gebruik werd genomen. Het oude stationsgebouw en de voetgangersbrug werden toen  gesloopt.

## Ligging en inrichting
Het station heeft een eilandperron met een stationsgebouw op het perron dat bereikbaar is vanuit een voetgangerstunnel met liften en een vaste trap. In het stationsgebouw is een kaartverkoop en een wachtkamer aan de perronzijde van de OV-poortjes. De voetgangerstunnel komt aan de westkant uit op straatniveau, aan de oostkant zijn een trap en lift bij een kiosk naast het busstation. 

## Reizigersverkeer
Het station kent ongeveer 3000 instappers per dag, de reistijd naar Stockholm City bedraagt 34 minuten die Södertälje Centrum 9 minuten. Vanuit Östertälje rijden er ook stadsbussen naar andere wijken in Södertälje, alsmede naar Nynäshamn.
In de periode juni 2011 tot december 2012 nam het aantal reizigers sterk toe omdat Södertälje C vanwege de reconstructie van de spoorlijn werd gesloten voor treinverkeer. Verschillende stadsbuslijnen werden in deze tijd naar Östertälje geleid. Södertälje C kent normaal gesproken ongeveer 6.800 reizigers per dag en de meesten van hen gebruikten Östertälje gedurende de ombouw.

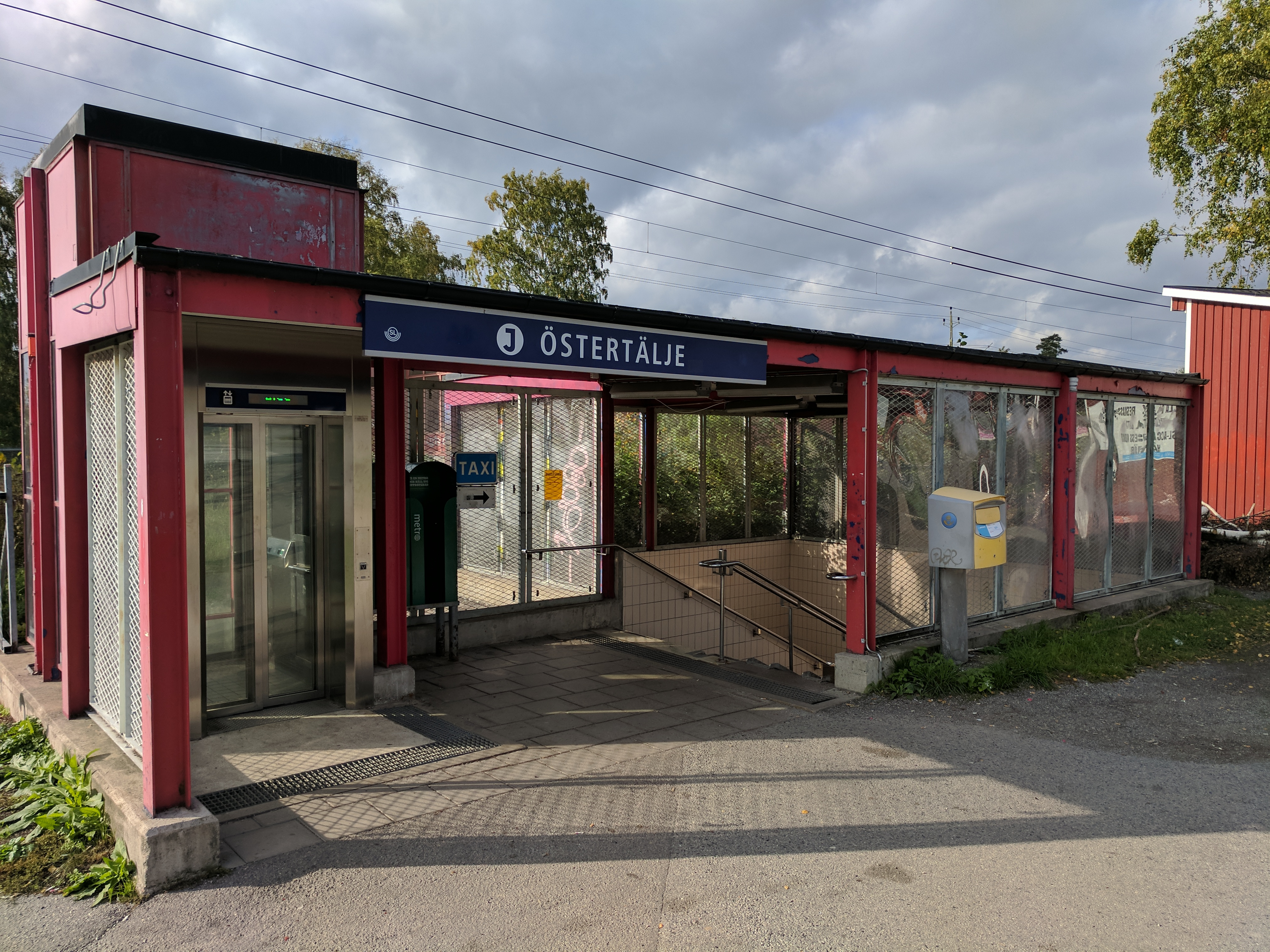
De ingang bij het busstation.
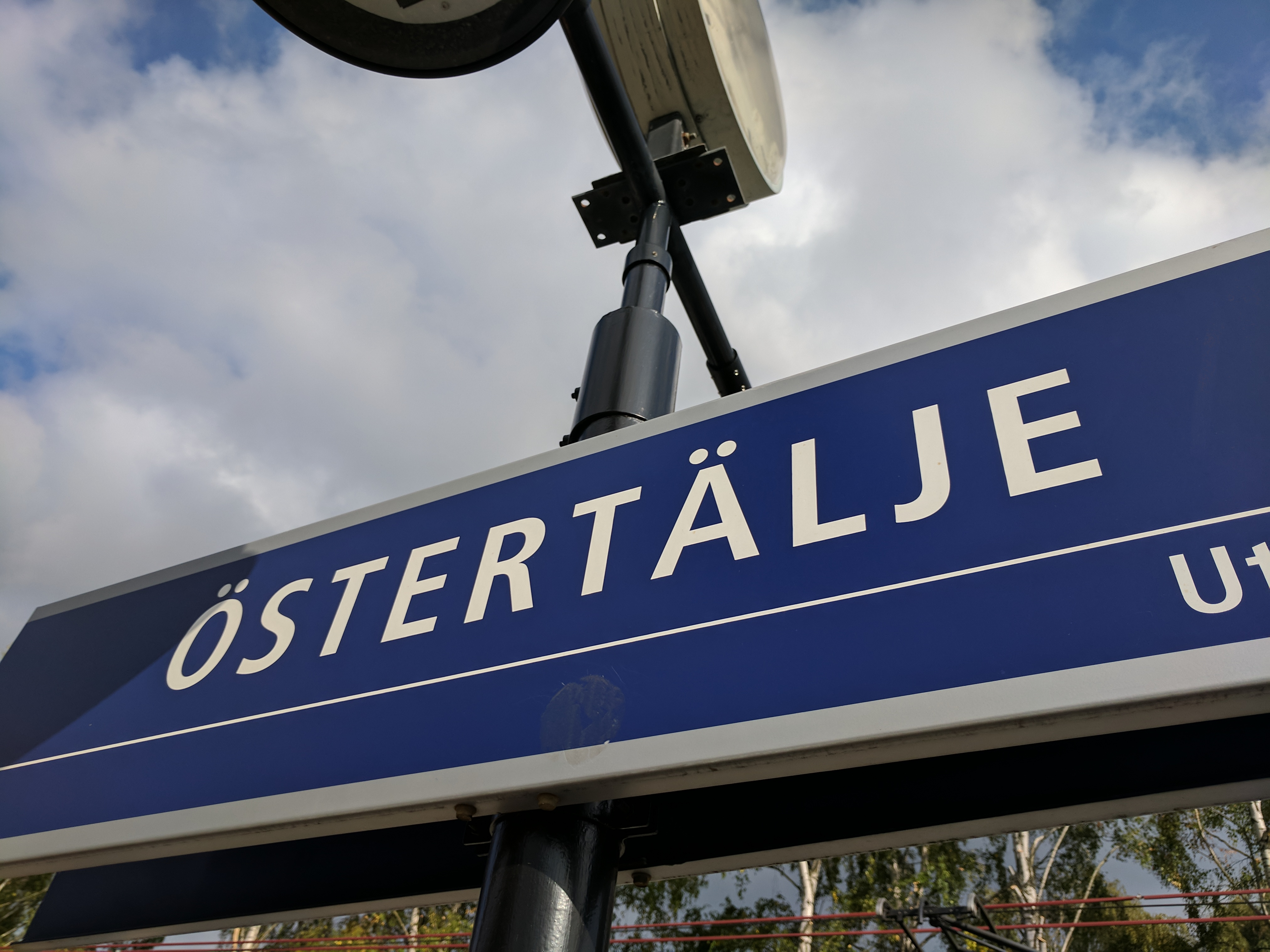
Stationsnaambord.
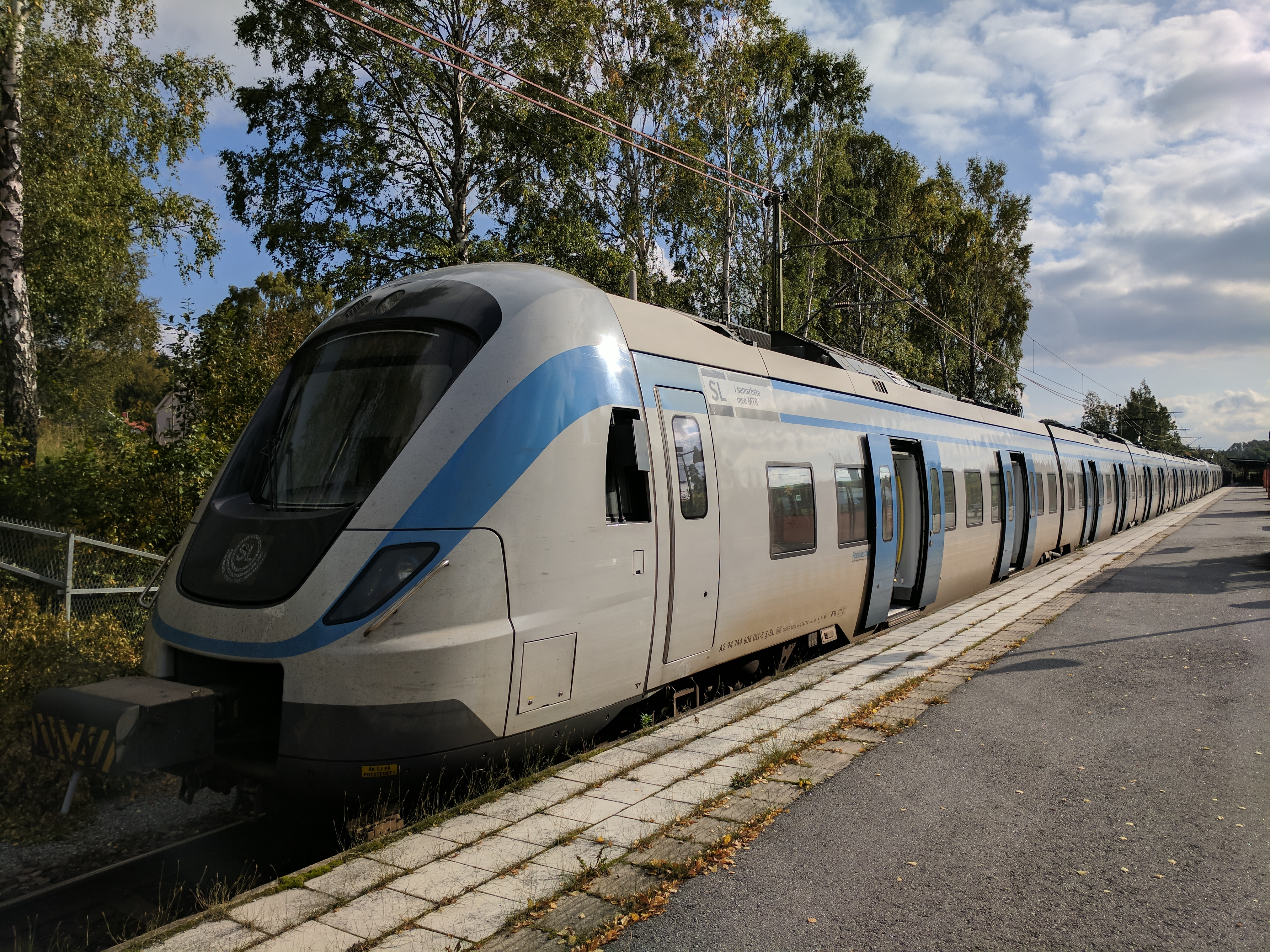
X60-pendeltåg in het station.